# Paykullia brevicornis
Paykullia brevicornis är en tvåvingeart som först beskrevs av Zetterstedt 1844.  Paykullia brevicornis ingår i släktet Paykullia och familjen gråsuggeflugor.
Artens utbredningsområde är Sverige. Arten är reproducerande i Sverige. Inga underarter finns listade i Catalogue of Life.